# Andrei Pop
Andrei Pop (n. 8 octombrie 1991

) este un deputat român, ales în 2016.

## Educație și formare
A absolvit Colegiul Național ”Mihai Viteazul” în anul 2010, cu specializarea informatică intensiv-matematică, în urma căruia a obținut diploma de bacalaureat, un certificat de competențe digitale și unul de competență lingvistică. 
Și-a continuat studiile universitare în cadrul Academiei de Studii Economice din București, la Facultatea de Administrare a Afacerilor cu predare în Limbi străine (secția engleză), unde a studiat discipline principale precum, managementul global, negocierile în afaceri, resurse umane, marketing și în urma căreia a obținut o diplomă de economist în anul 2013.
În anul 2017 a participat la cursurile Institutului Diplomatic Român. Între anii 2017-2018 a urmat, în cadrul London School of Economics and Political Science, un curs postuniversitar, Relații Internaționale și Politici Economice, studiind discipline precum, evoluția globalizării, afaceri, producție și investiții în economia globală, administrarea sistemului global.

## Cariera politică
Și-a început cariera politică în cadrul Partidului Social Democrat din partea căruia a candidat în alegerile parlamentare din decembrie 2016, obținând un loc de deputat. Este secretar al Comisiei pentru buget, finanțe și bănci și președinte al Grupului parlamentar de prietenie cu Regatul Unit al Marii Britanii și Irlandei de Nord. 
Este, de altfel, și membru în Grupul parlamentar de prietenie cu Regatul Suediei, Grupul parlamentar de prietenie cu Marele Ducat de Luxemburg și în Grupul parlamentar de prietenie cu Republica Letonia. Este și membru supleant în Delegația Parlamentului României la Adunarea Parlamentară a NATO.
Deține în prezent funcția de vicepreședinte în cadrul Biroului Politic al organizației județene PSD Ialomița.

## Mediul de afaceri
Andrei Pop și-a început cariera profesională în cadrul companiei SC. Orion S.R.L., specializată în fabricarea de constructii metalice și părți componente ale structurilor metalice, unde a deținut funcțiile de director marketing (2011-2013) și director comercial (2013-2016). În această perioadă a avut ca atribuții principale dezvoltarea și implementarea strategiilor de marketing ale companiei, precum și atribuții referitoare la problemele comerciale ale companiei. 

## Forumul economic ”Invest in Ialomița”
În data de 10 mai 2018 a organizat Forumul ”Invest in Ialomița” cel mai important eveniment de afaceri din județul Ialomița. Evenimentul s-a desfășurat la Hotel Evergreen din Amara, județul Ialomița, și a fost gândit în jurul a patru Mese Rotunde tematice: Agricultură, Turism, Politici Publice și Comerț-Servicii și Industrie.
Scopul acestuia a fost de a pune laolaltă diferiți actori din mediul de business, public, politic și diplomatic, pentru a genera noi oportunități de dezvoltare economică a județului Ialomița.
Au susținut prezentări, pe diverse domenii, Florin Jianu, președinte al Consiliului Națio - nal al Întreprinderilor Private Mici și Mijlo - cii din România și co-organizator; Marian Neacșu, Secretar General PSD; Excelența Sa Hans Klemm, Ambasadorul SUA; Victor Moraru, Președintele Consiliului Județean Ialomița; Radu Oprea, Ministrul pentru Mediul de Afaceri, Comerț și Antreprenoriat; Cristina Ionela Tărteață, Secretar de Stat în Ministerul Turismului, Alexandru Petresc, Director General Fondul Național de Garan - tare a Creditelor pentru Întreprinderile Mici și Mijlocii; Dragoș Anastasiu, Antreprenor (Eurolines, TUI TravelCenter); Dana Gruia Dufault, Membru Board Camera Franceză De Comerț și Industrie din România; Char - les Crocker, președintele Camerei de Comerț Româno-Britanice; Radu Burnete, expert pe politici publice Consiliul Investitorilor Străini; Güven Güngör, Asociația Oamenilor de Afaceri Turci; Alexandru Potor, Secretar de Stat din Ministerul Agriculturii și Dezvol - tării Regionale; Daniel Crunțeanu, Director Adjunct AFIR; Dan Liviu Patrichi, Consultant Agribusiness și Andrei Pop, deputat și co-or - ganizator.